# Харіс Белькебла
Харіс Белькебла (фр. Haris Belkebla, нар. 28 січня 1994, Ла-Курнев) — алжирський футболіст, півзахисник клубу «Брест» та збірної Алжиру.

## Клубна кар'єра
Народився в Ла-Курнев у родині вихідців з Алжиру (село Бузулем у вілаєті Беджая), виріс у сусідньому Обервільє. Харіс з футбольної родини: його батько Камель провів усю кар'єру в напівпрофесіональному місцевому клубі «Обервільє», а дядько Юссеф грав за «Сент-Етьєн».
Як і інші родичі, Харіс розпочав займатися футболом в академії  «Обервільє», з 14-річного віку виступав за сусідній «Бонді», а на початку 2011 року перейшов в академію «Булоні», але був не дуже задоволений підготовкою. 2012 року його запросив клуб «Валансьєн», з яким він виступав за дубль в аматорських лігах Франції. Влітку 2014 він мав отримати професіональний контракт, але через фінансові проблеми клуб вирішив відпустити всіх гравців, які мали інші пропозиції. 
Влітку 2014 року став гравцем французького «Тура» з Ліги 2, де відразу став основним гравцем. За чотири роки відіграв за команду з Тура 136 матчів в національному чемпіонаті.
У липні 2018, після пониження в класі «Тура», перейшов до іншої команди Ліги 2 — «Бреста». У бретонському клубі також став гравцем основного складу та вже в першому ж сезоні здобув з клубом підвищення в класі. У сезоні 2019/20 вперше в кар'єрі грав у найвищій Лізі 1.

## Виступи за збірну
2016 року захищав кольори олімпійської збірної Алжиру на Олімпійських іграх 2016 року у Ріо-де-Жанейро, провівши два матчі.
14 листопада 2019 дебютував за національну збірну Алжиру, вийшовши на заміну в домашньому переможному матчі проти Замбії.